# Ruth Kelly
Ruth Kelly Maria (Limavady, 1968) é uma política britânica, que pertence ao Partido Trabalhista Britânico. É titular da Pasta dos Transportes. Sua primeira nomeação ministerial fez dela a mais jovem ministra da história britânica.

## Biografia
Maria Ruth Kelly nasceu em 9 de maio de 1968, em uma família católica de Limavady (Irlanda do Norte) que se mudou para Londres para escapar da violência.
De acordo com o Times, um de seus avós, Philip Murphy, foi preso há mais de 45 anos antes dela nascer - entre 1922 e 1924  na Irlanda do Norte por pertencer ao IRA.
Kelly foi educada em Sutton High School e, posteriormente, na escola de Westminster. Estudou ciência política, filosofia e economia no Queen's College (Universidade de Oxford) e na London School of Economics. 
Depois de trabalhar durante cinco anos como jornalista de finanças na seção de economia do jornal esquerdista The Guardian entre 1990 e 1994, ingressou no Banco da Inglaterra como editora de relatórios sobre inflação. Em 1996 casou-se com um funcionário municipal laborista, Derek Gadd, com quem teve quatro filhos: Eamonn, Niamh, Roisin e Sinead. Kelly é católica e membro do Opus Dei.

## Carreira política
Em 1997, um ano depois do casamento, quando os trabalhistas tiraram os Tory do poder no Reino Unido, suas fotos como nova parlamentar laborista em Bolton West chamaram a atenção: a jovem grávida de 29 anos em campanha para chegar ao Parlamento. 
Naquele ano, venceu a eleição para membro da Câmara dos Comuns pelo Partido Trabalhista Britânico contra o candidato do Partido Conservador Thomas Sackville, em um distrito pouco importante, Bolton West (Manchester). Com ela veio um grupo de jovens mulheres a quem a imprensa chamou os bebês de "Tony Blair". 
Desde então, ocupou vários cargos de relevância política, ganhou fama de administradora eficiente. Estava no Ministério da Agricultura durante a crise da "vaca louca" e, posteriormente, entre outras funções foi secretária financeira do Tesouro, um cargo que exige alta capacitação técnica. Também participou da elaboração do manifesto político do Partido Trabalhista para a terceira legislatura do partido. 
Em 2001 é nomeada secretário de Estado no Ministério da Economia, e de 15 de Dezembro 2004 até 5 de maio 2006, secretária de Estado da Educação, tornando-se a mais jovem ministra da história britânica. Em 2006 foi nomeada secretária de Estado das Comunidades e Governo Local e Ministra para as Mulheres e da Igualdade. Com a mudança de primeiro-ministro (Gordon Brown) assumiu a pasta dos Transportes, cargo que ocupou até a volta dos conservadores ao poder.